# Mannheimer Kunstverein

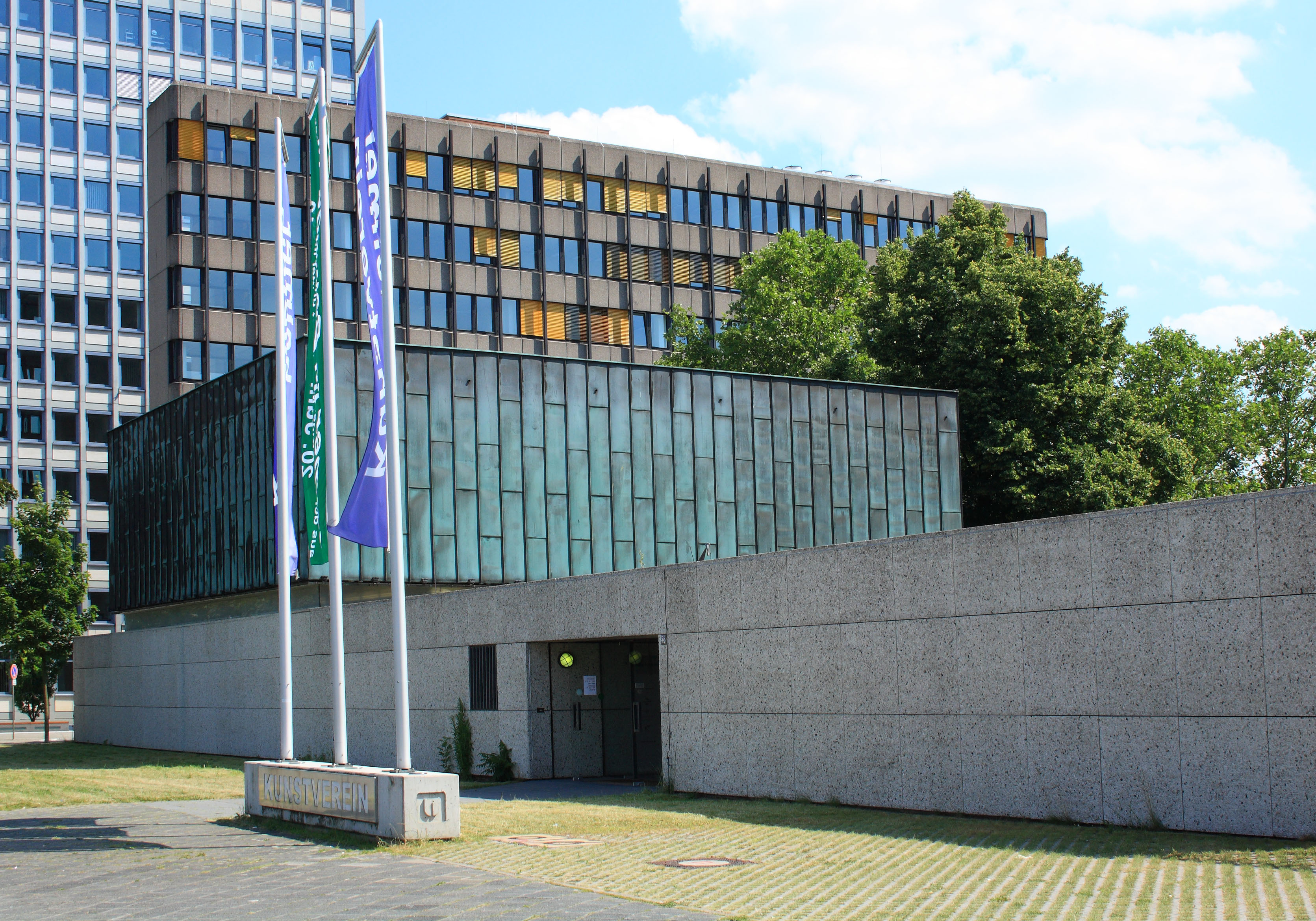
Mannheimer Kunstverein, 2010

Der Mannheimer Kunstverein wurde 1833 gegründet und ist einer der ältesten deutschen Kunstvereine. Er gehört mit derzeit über 750 Mitgliedern zu den größeren Kunstvereinen. Der Name steht ebenfalls für das Ausstellungsgebäude an der Augustaanlage.

## Geschichte
Die Geschichte des Kunstvereins spiegelt die Geschichte  Mannheims während der vergangenen 175 Jahre wider. Der Mannheimer Kunstverein wurde am 6. Oktober 1833 als eine Vereinigung von 112 Mitgliedern der Mannheimer Stadtgesellschaft und Künstlern der bildenden Kunst gegründet. Zu den Vorstandsmitgliedern zählte unter anderem der Architekt Rudolf Tillessen (1857–1926). Erster Präsident des neu gegründeten Kunstvereins war der damalige Mannheimer Gouverneur Carl Freiherr von Stockhorn. Eine Mitgliedschaft kostete damals 2 Gulden und 40 Kreuzer.
Im Jahr 1925 machte die neu gegründete „Mannheimer Künstlergruppe 1925“, Front „gegen das Dilettantenunwesen, das sich in diesem Winter besonders in den Ausstellungen des Mannheimer Kunstvereins breit gemacht hat.“

### Ausstellungsräume
Die Vereinigung, seit 1900 eingetragener Verein, hatte ihre Ausstellungsräume im Mannheimer Schloss, bis sie 1911 in Räume der 1909 neu als Museum gegründeten Kunsthalle übersiedelte. Nach vielen Konflikten zwischen der Kunsthalle und dem Kunstverein bekam der Mannheimer Kunstverein 1926 zum ersten Mal ein eigenes Ausstellungshaus, die ehemalige Schulkirche im Quadrat L1, 1. Dieses wurde am 5. und 6. September 1943 restlos durch Bomben zerstört. Die erste Ausstellung der Nachkriegszeit fand im November 1950 wieder in Räumen des Schlosses statt. Am 28. September 1966 wurde das von dem Architekten Theo Pabst für den Kunstverein geplante neue Ausstellungsgebäude mit 450 m² Nutzfläche auf dem Carl-Reiß-Platz, Augustaanlage 58 eröffnet.

### Mitgliederbewegung
In den ersten fünf Jahren nach der Gründung stieg die Mitgliederzahl auf über 1000 Mitglieder. Nach der Revolution 1848/49 halbierte sich diese innerhalb von fünf Jahren. Danach stieg die Mitgliederzahl während der 60 Jahre bis zum Ersten Weltkrieg 1914 langsam wieder auf fast 1000 Mitglieder an. In der Weimarer Republik erlebte der Kunstverein den schnellsten Mitgliederzuwachs seit der Gründungszeit auf über 1700 Mitglieder. Mit dem Nationalsozialismus folgte der drastischste Einbruch in der Geschichte auf 300 verbleibende Mitglieder während der nationalsozialistischen Diktatur. Während des Zweiten Weltkrieges gab es kein Vereinsleben. Am 28. September 1950 trafen sich elf Mitglieder des Vorkriegsvereins zu einer konstituierenden Sitzung und beschlossen die Fortführung des Vereins. Bis in die 1960er Jahre stiegen die Mitgliederzahlen kaum über den Vorkriegsstand. Erst mit der Eröffnung des neuen Ausstellungshauses 1966 begann wieder ein reges Kunstvereinsleben und ein schnelles Wachstum.
Der Kunstverein wird heute von ca. 780 Mitgliedern, von der Stadt Mannheim, dem Land Baden-Württemberg und von Sponsoren getragen. Ausstellungsleiter ist der Kunsthistoriker Martin Stather.

## Aktivitäten
Seit der Gründung 1833 ist es das vorrangige Anliegen des Mannheimer Kunstvereins in Ausstellungen aktuelle und junge Kunst zu fördern und einem breiten Publikum zugänglich zu machen. In den Ausstellungsräumen werden jährlich ca. zwölf Ausstellungen, sowohl von regionalen und internationalen jungen als auch von etablierten Künstlern gezeigt. Neben regelmäßigen Kunstführungen und Kunstreisen finden sich im Programm des Vereins auch Konzertveranstaltungen, Lesungen, Führungen in Gebärdensprache und andere kulturelle Angebote.